# Acacia eriocarpa
Acacia eriocarpa är en ärtväxtart som beskrevs av John Patrick Micklethwait Brenan. Acacia eriocarpa ingår i släktet akacior, och familjen ärtväxter. Inga underarter finns listade i Catalogue of Life.